# Thomas Adolphus Trollope
Thomas Adolphus Trollope (Bloomsbury, 29 aprile 1810 – Clifton, 11 novembre 1892) è stato uno scrittore inglese.

## Biografia
Ha scritto più di sessanta libri. Ha vissuto la maggior parte della sua vita in Italia creando una rinomata villa a Firenze con la sua prima moglie, Theodosia e in seguito un altro centro della società britannica a Roma con la sua seconda moglie, la romanziera Frances Eleanor Trollope. Sua madre, suo fratello ed entrambe le mogli erano conosciute come scrittori. Fu insignito dell'Ordine dei Santi Maurizio e Lazzaro da Vittorio Emanuele II Re d'Italia.